# GNU Savannah

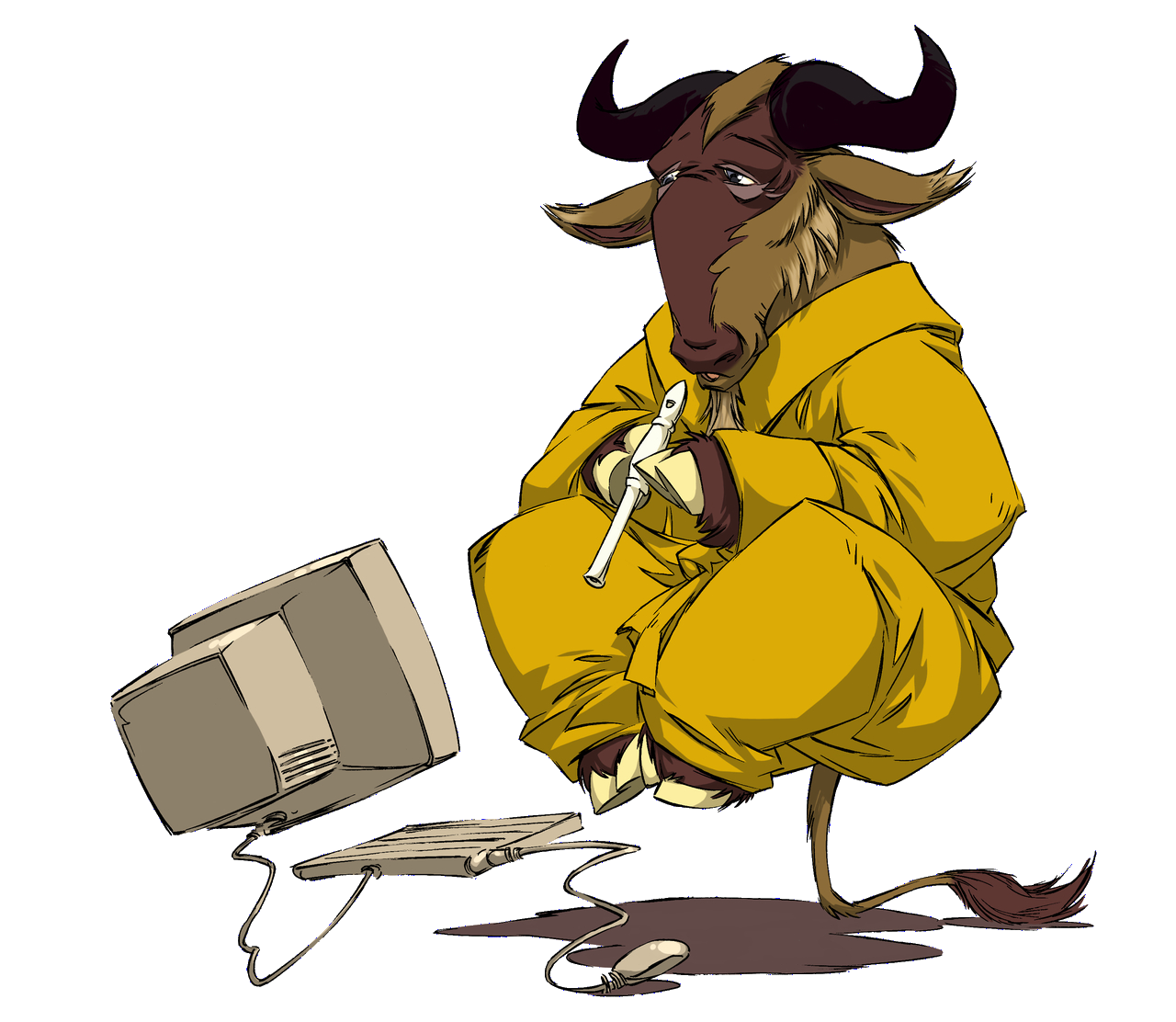
Ein frei schwebendes, meditierendes, Flöten spielendes und den Computer per Geisteskraft bedienendes Gnu, dient als Logo für GNU Savannah

GNU Savannah ist eine öffentliche Softwareentwicklungsplattform  der Free Software Foundation, die allen Entwicklern, die freie Software entwickeln, viele Ressourcen wie CVS-Server, GNU arch Repositories, Mailinglisten, Webforen, Downloadserver usw. zur Verfügung stellt.
GNU Savannah entstand als Reaktion auf die Veröffentlichung einer proprietären Version der Entwicklersoftware Sourceforge in Version 3, die nun auch auf der populären Entwicklerseite Sourceforge läuft. GNU Savannah setzt daher selbst die unter GPL stehende Version 2 dieser Software ein. Um eine bessere Unterscheidung zwischen der Webseite und der dafür verwendeten Software zu ermöglichen, erhielt die Software den Namen Savane (die französische Schreibweise für Savanne). Die Hauptentwicklung von Savane findet im Moment hauptsächlich auf Gna! statt.
Auf GNU Savannah wird auch sämtliche Software des GNU-Projekts entwickelt, woran sich jeder beteiligen kann.
Entwickler, die GNU Savannah nutzen wollen, müssen eine Lizenz wählen, die der Vorstellung der Free Software Foundation von freier Software entspricht bzw. die kompatibel mit der GNU General Public License ist.